# دينكو فراباك
دينكو فراباك مواليد 28 يناير 1963 في فليكا كلادوشا، جمهورية يوغوسلافيا الاشتراكية الاتحادية، هو لاعب كرة قدم بوسني سابق كان يلعب كمهاجم.

## المسيرة الاحترافية

### أندية لعب لها
- نادي ساراييفو